# Осоченка (приток Чёрной)
Осоченка — река в России, протекает по Псковской области Гдовском районе. Берёт начало у дер. Радоселье. Устье реки находится в 4,4 км по правому берегу реки Чёрная. Длина реки составляет 12 км. На реке находится дер. Хворки I-е. Впервые упоминается в писцовой книге 1571 года, как река Охворка в Щепецком погосте.
«Да промеж Оборова и Охворицы и до Прибужские межи лесу пашенного и непашенного поперег 3 версты, а в длину 4 версты, да закосу к тем деревням на Охворке на реке 50 копен.»
В те времена, по-видимому, являлась естественной границей между Прибужским и Щепецким погостами Шелонской пятины, поскольку, судя по писцовой книге Прибужской волости ок. 1581—1582 года, на реке Хворке уже в Прибужском погосте находились опустевшие к этому времени починки Хворка и Сваят (Сватья).

## Данные водного реестра
По данным государственного водного реестра России относится к Балтийскому бассейновому округу, водохозяйственный участок реки — Нарва. Относится к речному бассейну реки Нарва (российская часть бассейна).
Код объекта в государственном водном реестре — 01030000412102000027182.